# Mindenmines
Mindenmines – miasto w Stanach Zjednoczonych, w stanie Missouri, w hrabstwie Barton.